# Changes (David Bowie)
Changes är en låt av David Bowie utgiven som singel i januari 1972 och på albumet Hunky Dory som gavs ut den 17 december 1971. 
Sången rankades som nummer 128 när tidskriften Rolling Stone 2010 rankade de 500 bästa sångerna genom tiderna. Låten finns med på Bowies turné "Ziggy Stardust" (1972-1973)

## Musiker
- David Bowie - sång, gitarr
- Mick Ronson - gitarr
- Trevor Bolder - elbas
- Rick Wakeman - piano
- Mick Woodmansey - trummor